# Мельбек (Шлезвіг-Гольштейн)
Мельбек (нім. Mehlbek) — громада в Німеччині, розташована в землі Шлезвіг-Гольштейн. Входить до складу району Штайнбург. Складова частина об'єднання громад Ітцего-Ланд.
Площа — 8,91 км2. Населення становить 422 ос. (станом на 31 грудня 2020).